# Eleutherodactylus blairhedgesi
Espèce
Statut de conservation UICN

 CR B1ab(iii)+2ab(iii) : 
En danger critique
Eleutherodactylus blairhedgesi est une espèce d'amphibiens de la famille des Eleutherodactylidae.

## Répartition
Cette espèce est endémique de la province de Mayabeque à Cuba. Elle se rencontre à Santa Cruz del Norte au niveau de la mer.

## Description
Les mâles mesurent de 18,2 à 25,6 mm et les femelles de 28,5 à 31,4 mm.

## Étymologie
Cette espèce est nommée en l'honneur de Stephen Blair Hedges

## Publication originale
- Estrada, Diaz & Rodríguez, 1998 "1997" : Nueva especie de Eleutherodactylus (Anura: Leptodactylidae) del litoral norte de La Habana, Cuba. Revista Espanola de Herpetologia, vol. 11, p. 19-24.